# Catalogul de stele duble Aitken
Catalogul de stele duble Aitken (în engleză Aitken double star, cu sigla ADS) este un catalog de stele duble realizat de către astronomul american Robert Grant Aitken.
El listează 17.180 de stele duble situate la nord de declinația -30 de grade.
Acest catalog era succesor al Burnham Double Star Catalogue și se sprijinea pe observațiile compilate de Sherburne Wesley Burnham din 1906 până în 1912, apoi de Eric Doolittle din 1912 până în 1919. Aitken a început să lucreze la catalog la puțin timp după decesul lui Doolittle survenit în 1920. Catalogul conține observații făcute până în 1927.